# Porthmadog
Porthmadog is een kustplaats in het Welse graafschap Gwynedd aan de noordelijke inham van Cardigan Bay.
Porthmadog telde bij de census van 2001 4.187 inwoners.

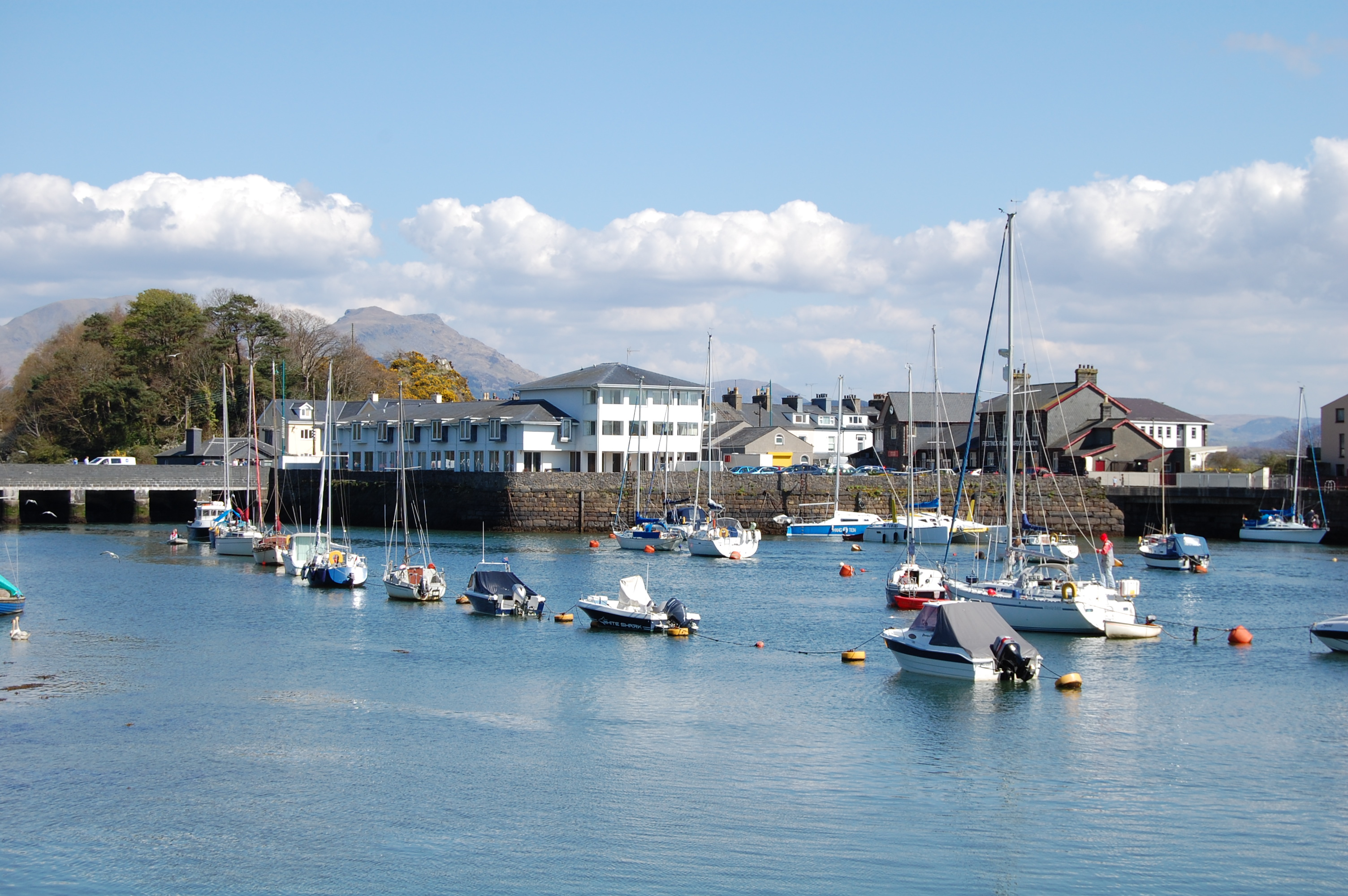
Haven van Porthmadog